# Cristi Puiu
Cristi Puiu (n. 3 aprilie 1967, București) este un regizor și scenarist român.